# Diego Carpitella
Diego Carpitella (Reggio di Calabria, 12 de juny de 1924 – Roma, 7 d'agost de 1990) va ser un professor italià d'etnomusicologia a la Universitat Gabriele d'Annunzio i a la Universitat de Roma La Sapienza. És considerat un dels grans estudiosos de la música popular italiana i ha escrit i publicat nombrosos assajos sobre el tema. Va col·laborar amb el Centro Nazionale Studi di Musica Popolare del 1952 al 1958, una etapa en què va recopilar més de 5.000 cançons populars italianes. També va ser editor de la revista Culture musicali i cofundador de la revista cultural Marcatre.